# Aero Research Limited
Aero Research Limited (ARL) est une société britannique pionnière de plusieurs nouveaux adhésifs, destinés initialement à l'industrie aéronautique.
Formée en 1934 par Norman de Bruyne à Duxford, une petite ville du Royaume-Uni, située dans le Cambridgeshire, à partir d'une de ses sociétés antérieures, la Cambridgeshire Airplane Construction Company, ARL a entamé une relation à long terme avec la société de Havilland en travaillant initialement sur des résines phénol-formaldéhyde renforcées pour une utilisation dans un projet d'hélice à pas variable. Ce matériau, plus léger que les alliages d'aluminium, offrait des charges centrifuges très réduites sur les roulements du moyeu.
Cela a été suivi par des travaux sur les adhésifs synthétiques urée-formaldéhyde et a conduit à la gamme de colles à bois Aerolite, utilisée sur le planeur Horsa et le bombardier rapide, et plus tard chasseur, le de Havilland Mosquito.
ARL fut responsable du développement d'un certain nombre d'adhésifs liés à l'aéronautique, notamment Aerolite 306, Aerodux 500, Redux - un adhésif métal sur bois, métal sur métal, utilisé sur les de Havilland Hornet et Comet, et la résine époxy Araldite. D'autres produits comprenaient son noyau en nid d'abeille Aeroweb et des panneaux Fibrelam.
ARL a ensuite été vendue à Ciba en 1947 et sa gamme de produits a ensuite été commercialisée sous le nom de Ciba (ARL).
Ciba à Duxford a a fourni Redux pour des programmes aéronautiques aussi importants que le Comet et le Fokker F27 et, pour un marché plus large, a commencé la fabrication de l'adhésif en résine époxy Araldite. de Bruyne est resté directeur général jusqu'en 1961, occupant d'abord un poste de directeur non exécutif d'Eastern Electricity, puis s' installa aux États-Unis pour poursuivre son travail scientifique.
L'usine de Duxford faisant partie de Ciba-Geigy en 1970, demeura pendant plus d'un quart de siècle. La reprise du site de l'usine par Hexcel en 1996 fut marquée par un survol en formation Spitfire.